# 3964-es busz
A 3964-es jelzésű autóbuszvonal egy Mezőcsát és Tiszaújváros között közlekedő helyközi járat, amelyet a Volánbusz Zrt. üzemeltet munkanapokon, Oszlár érintésével.

## Útvonala
Mezőcsát autóbusz-váróteremtől indul. Tiszaújváros felé kezd el haladni, 5 kilométer múlva a tiszatarjáni elágazásban kitérést tesz a községbe. Következő település Hejőkürt, majd az M3-as autópálya keresztezése után Oszlár található. A szomszédos Tiszapalkonya az egykori Leninváros határában található, melyet a MOL Petrolkémia mellett ér el. Az üzem mellett található autóbusz-várótermet is érinti, úgy ér a vonal végállomására, Tiszaújváros autóbusz állomására.
Ellentétes irányban csak a Petrolkémiától közlekedik, és csak Tiszatarjánig.

## Közlekedése
Indításszáma rendkívül alacsony, mindössze egy pár létezik az üzem és Tiszatarján között, és egy Mezőcsátról a járásközpont állomására. Hétvégén nem közlekedik, helyette munkanapokon, műszakváltáskor.
| Útvonala                                             | Indításszáma | Közlekedése  |
| ---------------------------------------------------- | ------------ | ------------ |
| Mezőcsát, aut. vt. ➝ Tiszaújváros, aut. áll.         | 1 oda        | munkanapokon |
| Tiszatarján, aut. ford. – Tiszaújváros, MOL aut. vt. | 1 pár        | munkanapokon |

## Megállóhelyei
| 0                                  | Mezőcsát, autóbusz-váróterem végállomás                   | 0.0 km  | 3741, 3743, 3963, 3965, 3976, 4008, 4009, 4010, 4021, 4028, 4030 |
| 1                                  | Mezőcsát, vasútállomás bejárati út                        | 1.1 km  | 3963, 3965, 3976, 4008 |
| 2                                  | Tiszakeszi elágazás                                       | 1.5 km  | 3963, 3965, 3976, 4008 |
| 3                                  | Tiszatarjáni elágazás                                     | 6.4 km  | 3963, 3965, 4008 |
| 4                                  | Tiszatarján, temető                                       | 8.0 km  | 3963, 3965, 4008 |
| 5                                  | Tiszatarján, Árpád utca 38.                               | 8.8 km  | 3963, 3965, 4008 |
| 6                                  | Tiszatarján, autóbusz-forduló vonalközi végállomás        | 9.4 km  | 3963, 3965, 4008 |
| 7                                  | Tiszatarján, Árpád utca 38.                               | 10.0 km | 3963, 3965, 4008 |
| 8                                  | Tiszatarján, temető                                       | 10.8 km | 3963, 3965, 4008 |
| 9                                  | Tiszatarjáni elágazás                                     | 12.4 km | 3963, 3965, 4008 |
| 10                                 | Hejőkürt, autóbusz-váróterem                              | 14.8 km | 3963, 3965, 4008 |
| 11                                 | Hejőkürt, Szent István utca 21.                           | 15.3 km | 3963, 3965, 4008 |
| 12                                 | Hejőkürt, logisztikai központ                             | 16.9 km | 3963, 3965, 4008 |
| 13                                 | Oszlár, autóbusz-váróterem                                | 19.2 km | 3963, 3965, 4008 |
| 14                                 | Tiszapalkonya, Hunyadi utca                               | 20.8 km | 3963, 3965, 4008 |
| 15                                 | Tiszapalkonya, Bem József utca 12.                        | 21.4 km | 3963, 3965, 4008 |
| 16                                 | Tiszapalkonya, községháza                                 | 21.8 km | 3963, 3965, 4008 |
| 17                                 | Tiszapalkonya, temető                                     | 22.4 km | 3963, 3965, 4008 |
| 18                                 | Tiszaújváros, Honvéd utca bejárati út                     | 23.8 km | 3963, 3965, 4008 |
| 19                                 | Tiszaújváros, MOL V. kapu                                 | 24.5 km | 3963, 3965, 4008 |
| Munkanapokon 1 indítás nem érinti. |                                                           |         | |
| 20                                 | Tiszaújváros, Dózsa György utca                           | 27.7 km | 3 1369, 1450 3952, 3960, 3963, 3965, 4008, 4240, 4484 |
| 21                                 | Tiszaújváros, Volán-telep                                 | 29.1 km | 2 1369, 1370, 1372, 1410, 1450 3739, 3952, 3960, 3963, 3965, 4008, 4240, 4241, 4484 |
| 22                                 | Tiszaújváros, bejárati út                                 | 29.9 km | 2 1369, 1370, 1372, 1410, 1426, 1427, 1428, 1450 3731, 3733, 3737, 3739, 3744, 3745, 3952, 3960, 3963, 3965, 3966, 3968, 3970, 3971, 3975, 4008, 4240, 4241, 4484                       |
| 23                                 | Tiszaújváros, MOL autóbusz-váróterem vonalközi végállomás | 31.2 km | 1450 3731, 3733, 3737, 3745, 3952, 3960, 3963, 3965, 3966, 3968, 3970, 3971, 3975, 4008, 4240, 4484                                                                                     |
| 24                                 | Tiszaújváros, bejárati út                                 | 32.5 km | 2 1369, 1370, 1372, 1410, 1426, 1427, 1428, 1450 3731, 3733, 3737, 3739, 3744, 3745, 3952, 3960, 3963, 3965, 3966, 3968, 3970, 3971, 3975, 4008, 4240, 4241, 4484                       |
| 25                                 | Tiszaújváros, autóbusz-állomás végállomás                 | 33.4 km | 1, 1A, 2, 3 1055, 1374, 1426, 1427, 1428 3731, 3733, 3737, 3739, 3744, 3745, 3752, 3952, 3960, 3963, 3965, 3966, 3967, 3968, 3969, 3970, 3971, 3974, 3975, 4008, 4009, 4240, 4241, 4484 |